# بنای تپانی
بقایای بنای تپانی در شهرستان سرپل ذهاب، بخش مرکزی، دهستان دشت ذهاب، ۶۰۰ متری شمال غرب روستای تپانی واقع شده و این اثر در تاریخ ۲۶ اسفند ۱۳۸۷ با شمارهٔ ثبت ۲۵۵۷۶ به‌عنوان یکی از آثار ملی ایران به ثبت رسیده است.